# Баклановское сельское поселение
Баклановское сельское поселение — упразднённое муниципальное образование в составе Демидовского района Смоленской области России.
Административный центр — деревня Бакланово. На территории поселения находились  22 населённых пункта.
Образовано Законом Смоленской области от 28 декабря 2004 года. Упразднено Законом Смоленской области от 28 мая 2015 года с включением всех входивших в него населённых пунктов в Заборьевское сельское поселение

## Географические данные
- Общая площадь: 197,1 км²
- Расположение: северо-восточная часть Демидовского района
- Граничит:
  - на востоке — с Слободским сельским поселением
  - на юго-востоке — с Воробьёвским сельским поселением
  - на юге — с Закустищенским сельским поселением
  - на юго-западе— с Заборьевским сельским поселением
  - на западе — с Закрутским сельским поселением
  - на северо-западе — с Велижским районом
  - на севере — с Борковским сельское поселением

На территории поселения находятся озёра: Петровское, Дго, Баклановское. Вся территория входит в состав национального парка Смоленское поозёрье.

## Экономика
МБОУ Михайловская основная общеобразовательная школа ,Баклановский  дом  культуры.

## Населённые пункты
В состав поселения входят следующие населённые пункты:
- Деревня Бакланово— административный центр
- Аносинки, деревня
- Беляны, деревня
- Буболево, деревня
- Жугино, деревня
- Жуковщина, деревня
- Заозерье, деревня
- Копанево, деревня
- Корнеево, деревня
- Куминово, деревня
- Михайловское, деревня
- Переселье, деревня
- Петровское, деревня
- Плаи, деревня
- Рыковщина, деревня
- Саки, деревня
- Синяки, деревня
- Таковное, деревня
- Устиново, деревня
- Шугайлово, деревня
- Щукино, деревня
- Ярилово, деревня

Общая численность населения — 623 человека.